# Staat und Revolution

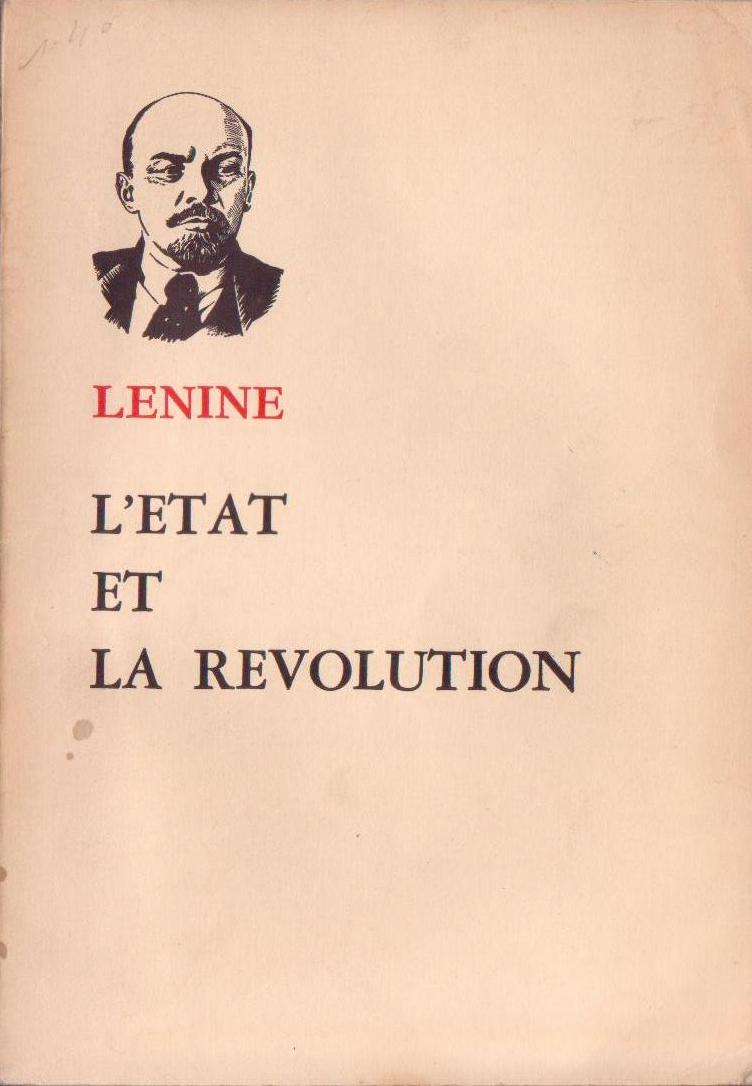
Staat und Revolution, französische Ausgabe, 1970

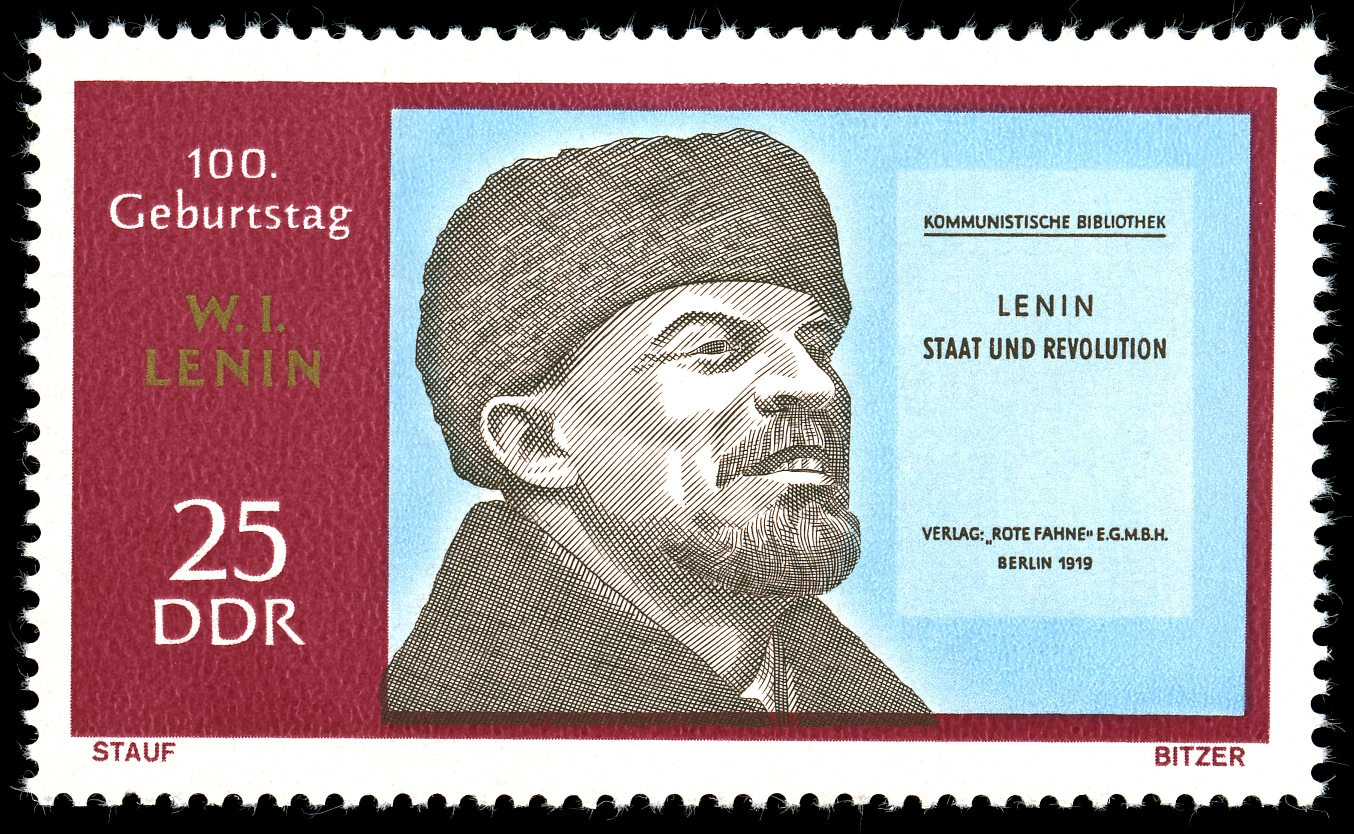
Briefmarke zum Gedenken an Lenins Schrift, DDR 1970

Staat und Revolution ist eine von Wladimir Iljitsch Lenin 1917 verfasste Abhandlung, die sich, wie der Untertitel deutlich macht, mit der Lehre des Marxismus vom Staat sowie den Aufgaben des Proletariats während der Revolution beschäftigt. Sie gilt als einer der Klassiker des Sozialismus und als eine der zentralen Schriften zur Staatstheorie.

## Entstehung und Entwicklung
Staat und Revolution wurde von August bis September 1917 von Lenin in einer Laubhütte im damals noch zu Russland gehörenden Finnland verfasst. Erstmals veröffentlicht wurde der Text als Broschüre 1918 in Sowjetrussland.
Der erste Entwurf enthielt ein zusätzliches siebtes Kapitel, Die Erfahrungen der russischen Revolutionen von 1905 und 1917.
Die zweite Auflage des Buches erschien 1919. Sie wurde im 2. Kapitel um den Unterabschnitt Marx’ Fragestellung im Jahre 1852 erweitert.

## Inhalt

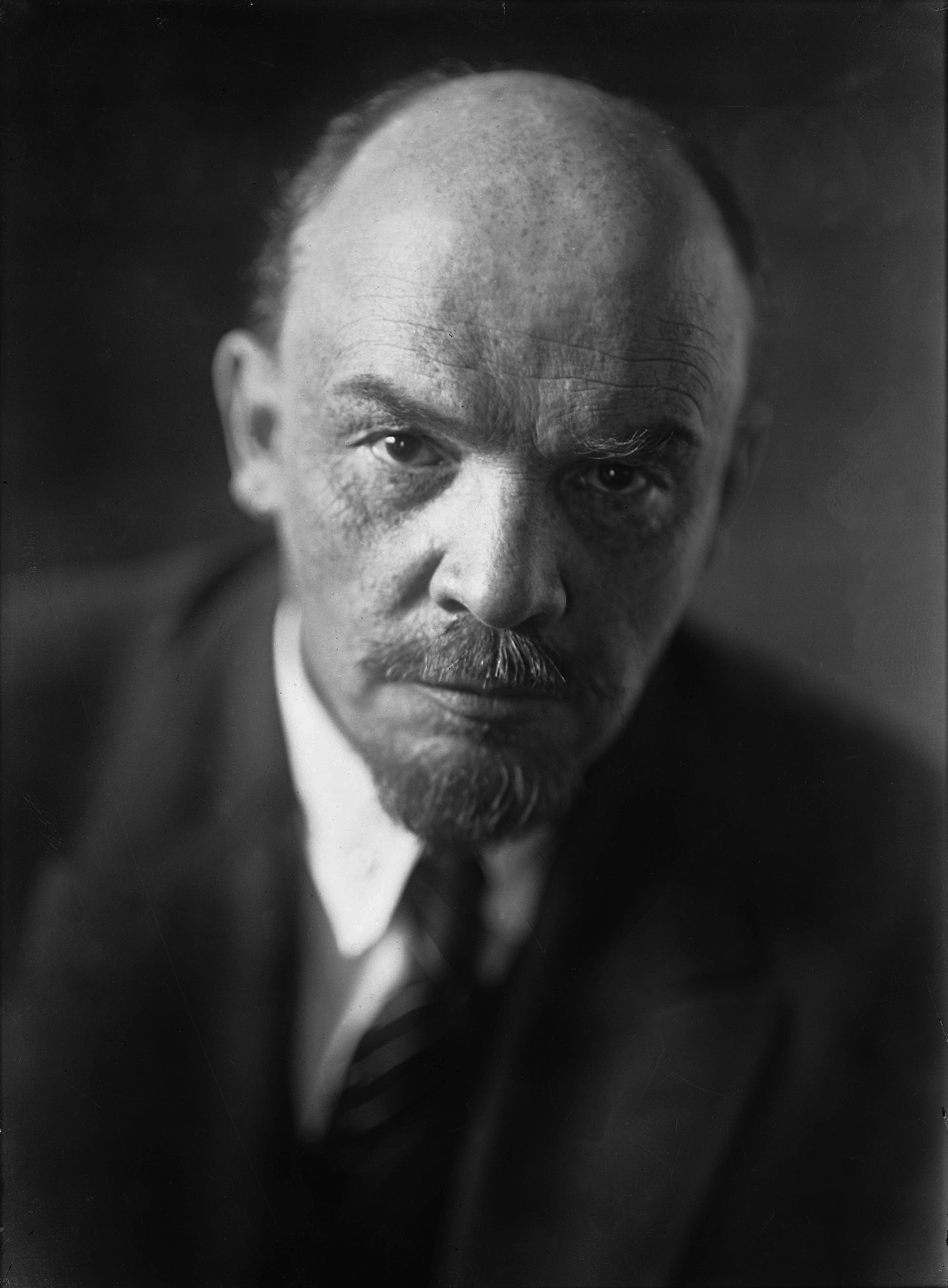
Lenin, Juli 1920

Das Werk gliedert sich in sechs Kapitel. Lenin stützt sich in seinen Darlegungen auf zahlreiche Texte von Karl Marx und Friedrich Engels, u. a. Das Elend der Philosophie und Der Bürgerkrieg in Frankreich.
Lenins Hauptthese ist, dass der Staat in seiner Funktion als „Werkzeug zur Ausbeutung der unterdrückten Klasse“ „das Produkt und die Äußerung der Unversöhnlichkeit der Klassengegensätze“ sei.
Nach Lenin ist die unmittelbare Aufgabe der Arbeiterklasse, die staatliche Macht zu erobern, indem sie den bürgerlichen Staat in einer (zwangsweise gewalttätigen) Revolution zerschlägt. „Den Staat zerschlagen“ bedeutet konkret die Auflösung seiner Institutionen: Ministerien, Ämter, Parlament, Polizei und Militär. Diese Institutionen, deren Personal nach Lenin „über tausend Fäden mit der Bourgeoisie verbunden ist“ (über den sozialen Hintergrund, die Weltanschauung, die unmittelbaren politischen und wirtschaftlichen Interessen usw.) sollen durch Institutionen ersetzt werden, die unter der direkten Kontrolle der Arbeiterklasse stehen und „jeder Köchin“, wie er sich ausdrückt, die Möglichkeit bieten sollen, sich an der Leitung des Staates zu beteiligen. Die Prototypen dieser Institutionen, die in ihrer Gesamtheit den Arbeiterstaat bilden sollten, sieht Lenin in den Sowjets bzw. Arbeiter- und Soldatenräten, die sich seit der Februarrevolution in Russland gebildet hatten. Mit Verweis auf die staatliche Führung der Kriegswirtschaft im Deutschen Reich entwickelt Lenin die Idee einer neuen, sozialistischen Organisation von Arbeit unter der Herrschaft einer zukünftigen proletarischen, sowjetischen Staatsmacht.
Die Schrift ist also durchaus als direkte Aufforderung an die in Räten organisierten Arbeiter und Soldaten zu verstehen, Regierungsfunktionen zu übernehmen. Mit dieser Position setzten sich die Bolschewiki auf dem Zweiten Allrussischen Sowjetkongress im November (nach dem alten Kalender Oktober) 1917, bei dem Vertreter aller Arbeiter- und Soldatenräte Russlands zusammentraten, schließlich durch. So kam es zur Oktoberrevolution: Der Kongress erklärte die Provisorische Regierung für abgesetzt, über die bolschewistische Militärorganisation wurde (weitgehend erfolglos) versucht, die Regierungsmitglieder zu verhaften. Es wurden Volkskommissariate gebildet, die die Ministerien und Ämter des bisherigen Staates ablösen sollten. In den heftigen Konflikten, die sich bei dem Versuch ergaben, das Personal des alten Staates in die neuen Institutionen einzugliedern (etwa die Angestellten der Staatsbank) sahen die Bolschewiki eine Bestätigung der von Lenin formulierten These, dass mit dem alten Staatsapparat nichts anzufangen sei und die Arbeiterklasse selbst mobilisiert werden müsste. In den Folgemonaten wurde die früheren Beamten weitestgehend durch einfache Arbeiter und Soldaten ersetzt, die sich kaum durch besondere Qualifikationen, dafür aber durch umso mehr Enthusiasmus auszeichneten.
Der Sinn der Eroberung der staatlichen Macht besteht in der Verwaltung der Produktionsmittel und der notwendigen Unterdrückung der einst herrschenden Klasse. In dieser Phase soll der noch existierende Staat die vollkommenste Form der Demokratie darstellen. Da er zu diesem Zeitpunkt nicht mehr als Ausbeutungsinstrument dient und damit seinem Zweck enthoben ist, stirbt er zwangsweise ab. Mit ihm stirbt auch die Demokratie ab, da auch diese eine Form des Staates ist. Nach dem Absterben bildet sich die zwangsfreie Assoziation freier Produzenten, also der Kommunismus heraus. Der maßgebliche Inhalt in Lenins Thesen ist der der Eroberung der staatlichen Macht und des darauf folgenden Absterben des Staates.  Zur historischen Untermauerung betrachtet Lenin die Revolution von 1848 und analysiert später die Erfahrungen der Pariser Kommune. Im fünften Kapitel beschreibt Lenin anhand von Marx, wie der Übergang vom Kapitalismus in den Sozialismus bzw. Kommunismus vonstattengehen wird. Im letzten Kapitel beschäftigt er sich mit den Ansichten von Plechanow und Kautsky, die beide in seinen Augen einst angesehene Theoretiker waren, jedoch den „Opportunismus“ begünstigt und damit für eine Verflachung des Marxismus gesorgt hätten.